# Fräkentjärnen (Sorsele socken, Lappland, 725098-160531)
Fräkentjärnen är en sjö i Sorsele kommun i Lappland och ingår i Umeälvens huvudavrinningsområde.